# Transporte de Asturias

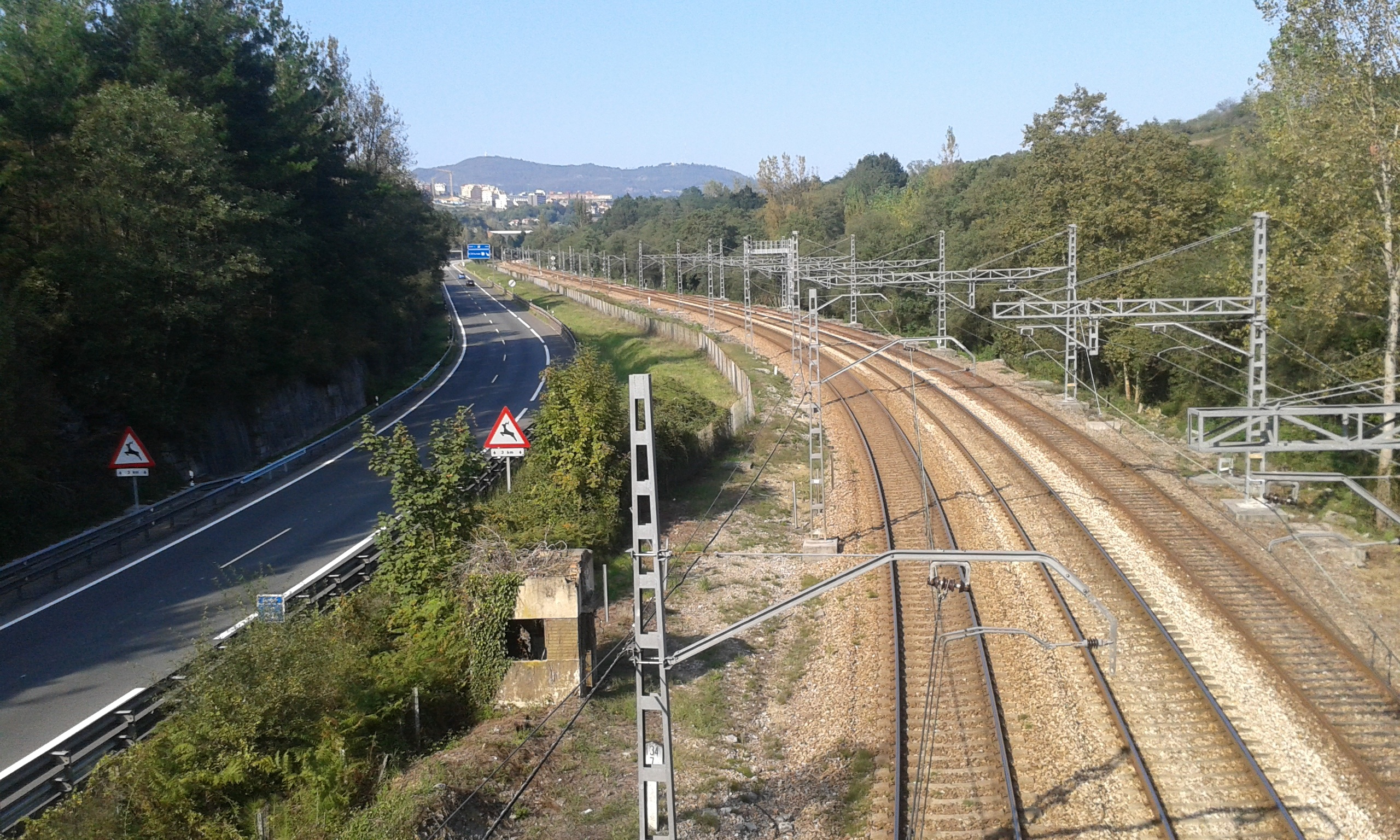
Línea León-Gijón junto a la A-66, sur de Oviedo.

La comunidad autónoma del Principado de Asturias está situada en la costa cantábrica del norte de España. Su orografía es muy accidentada, se encuentra separada de la meseta por la cordillera Cantábrica y sus núcleos de población, si bien están más concentrados en el centro de la provincia en una área metropolitana, están dispersos a lo largo de toda ella. Esto hace que Asturias tenga, desde siempre, un déficit en cuanto a infraestructuras de transporte que en los últimos años se ha intentado corregir con varias obras y proyectos. Entre los proyectos realizados o proyectados actualmente en Asturias destacan: la autovía del Cantábrico (A-8), la A-63 Oviedo-La Espina, desdoblamiento de la AS-18 Oviedo-Gijón (actualmente denominada AS-II ), la variante de Pajares para enlazar con la alta velocidad (destacando los túneles de Pajares), el proyecto del Metrotrén en Gijón, la ampliación del puerto de El Musel, etc.

## Transporte por carretera
La red asturiana de carreteras ronda los 5.000 km de longitud y está formada por varios ejes marcados por las autovías: El eje norte-sur lo forma la autovía Ruta de la Plata, que conecta Gijón y Avilés con Oviedo, Mieres, Pola de Lena y finalmente sale a la Meseta. Las autovías minera e industrial discurren paralela a esta. El eje este-oeste lo forma la autovía del Cantábrico, que se complementa con la A-64 y A-63. 53.287.000 toneladas se transportaron por las carreteras asturianas en 2021.
| Denominación | Nombre                      | Titularidad |
| A-63         | Autovía Oviedo-La Espina    | estatal     |
| A-64         | Autovía Oviedo-Villaviciosa | estatal     |
| A-66         | Autovía Ruta de la Plata    | estatal     |
| A-8          | Autovía del Cantábrico      | estatal     |
| AS-I         | Autovía Minera              | autonómica  |
| AS-II        | Autovía Industrial          | autonómica  |
| AS-III       | Autovía del Acero           | autonómica  |

## Transporte por ferrocarril

Líneas de Cercanías Asturias en 2018

En Asturias, solamente Renfe Viajeros ofrece servicios de trasporte de pasajeros, a través de su división comercial de Renfe Cercanías, que forman el Cercanías Asturias, Renfe Media Distancia y Renfe Larga Distancia. En cuanto al trasporte de mercancías, varias empresas privadas como ALSA Rail, Medway, Captrain y Acciona Rail Services comparten mercado con Renfe Mercancías, aunque el transporte de mercancías por ferrocarril ha ido perdiendo su importancia debido a la mejora de las comunicaciones por carretera, por un lado, y al descenso del nivel de industrialización de la provincia, sobre todo en lo que afecta a siderurgia y minería, por otro lado.
| Operadora          | 2000      | 2005      | 2010      | 2015      | 2017      | 2019      |
| ------------------ | --------- | --------- | --------- | --------- | --------- | --------- |
| Renfe              | 8.203.503 | 8.456.645 | 6.723.785 | 5.137.900 | 4.822.000 | 4.698.500 |
| Renfe Cercanías AM | 4.522.004 | 4.866.490 | 3.122.733 | 2.309.700 | 1.989.400 | 1.661.500 |
| Fuente:            |           |           |           |           |           |           |

### Servicios ofrecidos por el núcleo de Cercanías de Asturias
El núcleo de Cercanías Asturias está constituido por nueve líneas de Renfe Cercanías.
|  | Gijón - Oviedo - Puente de los Fierros |
|  | Oviedo - El Entrego                    |
|  | Oviedo - San Juan de Nieva             |
|  | Gijón - Cudillero                      |
|  | Gijón - Laviana                        |
|  | Gijón - El Berrón - Oviedo             |
|  | Oviedo - Infiesto                      |
|  | Oviedo - San Esteban                   |
|  | Baíña - Collanzo                       |

### Servicio de largo recorrido

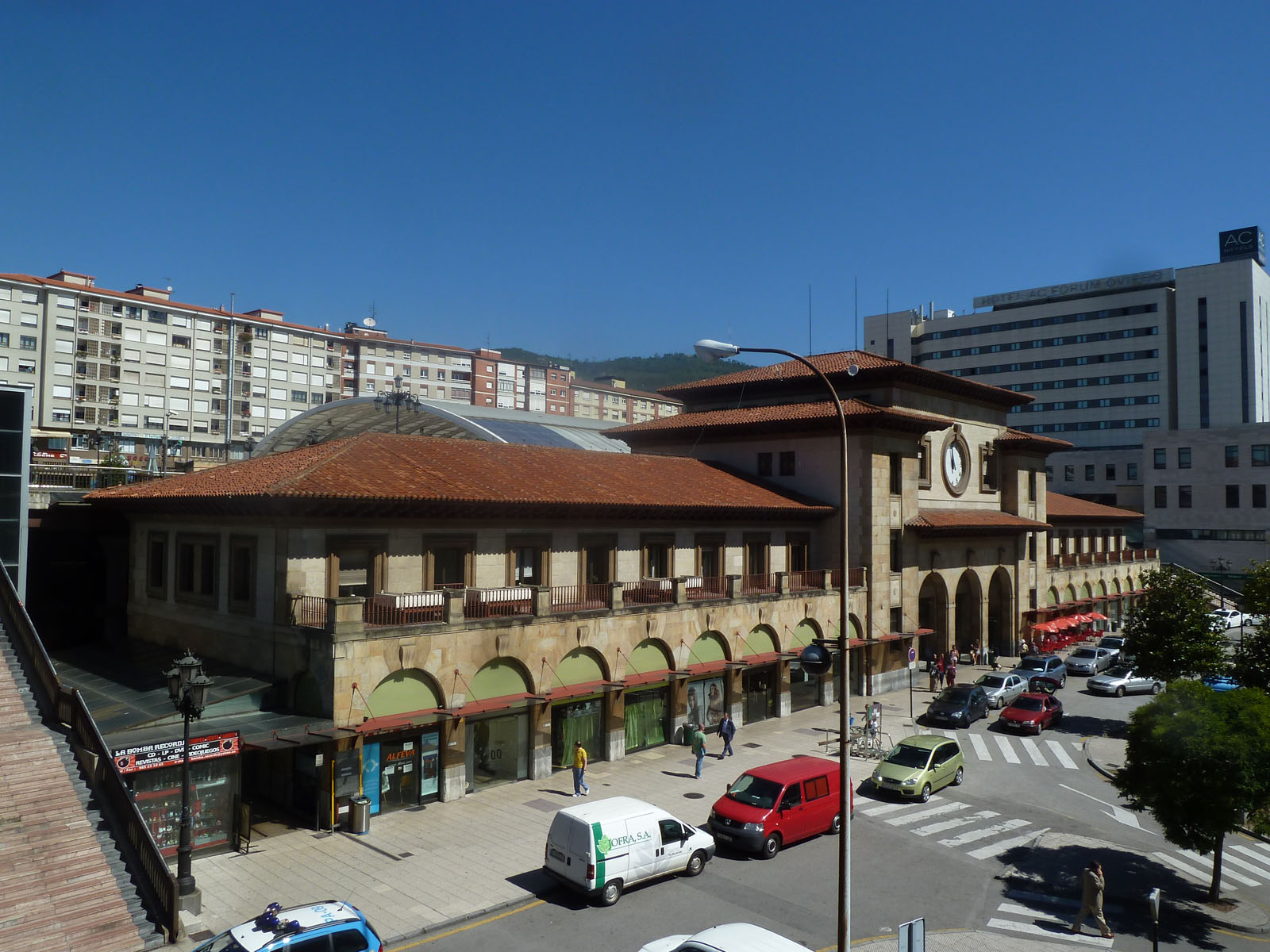
La estación de Oviedo es la más usada en número de pasajeros con 10.580 diarios en 2018 y la que más correspondencias tiene.

| trayecto                             | servicio                | compañía |
| Gijón - León - Palencia - Valladolid | regional                | Renfe    |
| Gijón - Madrid                       | largo recorrido (Alvia) | Renfe    |
| Gijón - Barcelona                    | largo recorrido (Alvia) | Renfe    |
| Gijón - Alicante                     | largo recorrido (Alvia) | Renfe    |
| Gijón - Ferrol                       | regional                | Renfe    |
| Oviedo - Santander                   | regional                | Renfe    |

## Transporte marítimo

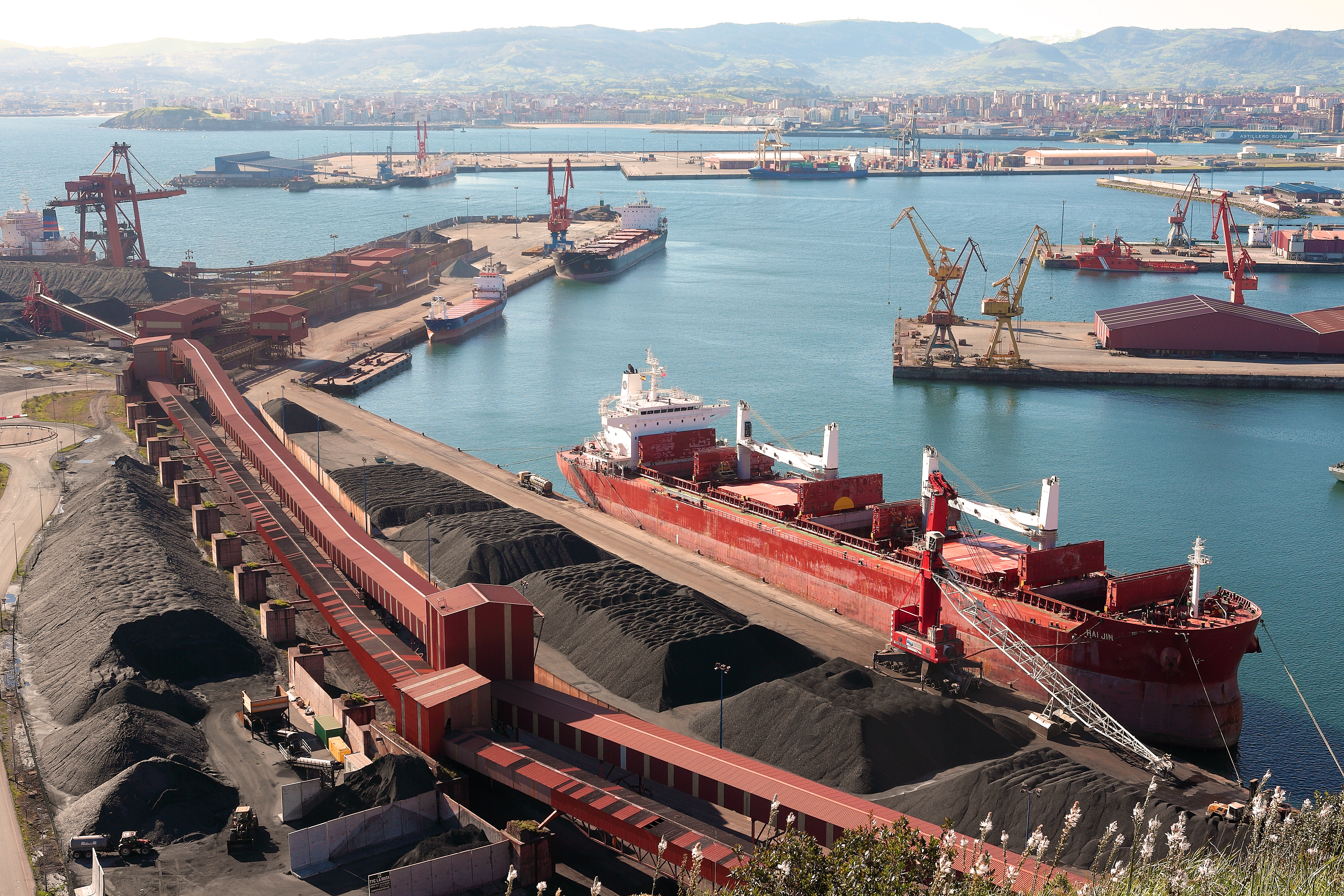
Puerto de Gijón, sucesivamente ampliado desde su inauguración en 1907, siempre tuvo una gran relevancia en cuanto a exportación de carbón se refiere. De las 19.810.005 tm totales del puerto en el año 2000, 17.418.000 tm era carbón.

Los dos puertos más importantes de Asturias son el puerto de Avilés (Avilés) y el puerto de El Musel (Gijón).

### Puerto de El Musel
El puerto de Gijón es el principal puerto de Asturias y uno de los más importantes del Arco Atlántico, siendo líder absoluto en exportación de graneles sólidos, principalmente carbón.
|          | 2000       | 2003       | 2006       | 2009       | 2012       | 2015       | 2018       | 2021       |
| El Musel | 19.810.005 | 19.166.025 | 20.488.470 | 14.632.967 | 17.234.937 | 21.277.871 | 19.680.980 | 16.569.825 |

### Puerto de Avilés

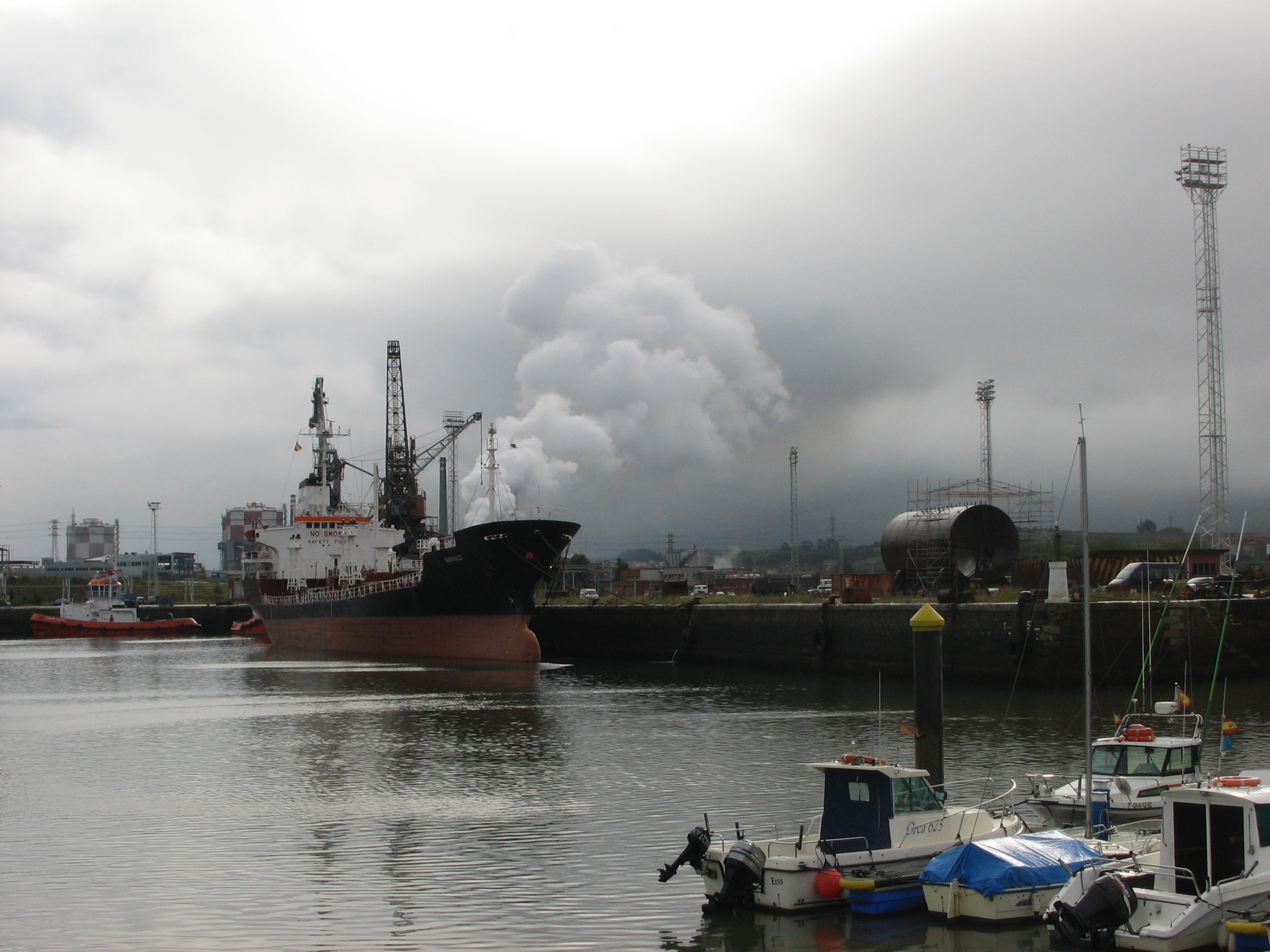
Puerto de Avilés

Está situado en la Ría de Avilés y dispone de 6 muelles, 2 privados y 4 públicos. Tiene instalaciones para la descarga y carga de graneles líquidos así como una terminal de contenedores.
|        | 2000      | 2003      | 2006      | 2009      | 2012      | 2015      | 2018      | 2021      |
| Avilés | 4.137.354 | 4.770.990 | 5.990.205 | 4.000.015 | 5.126.009 | 5.173.619 | 5.017.284 | 4.701.615 |

## Transporte aéreo
En Asturias hay un aeropuerto perteneciente a Aena, el Aeropuerto de Asturias, en Castrillón. Existe además un aeródromo, el de La Morgal, en Llanera.

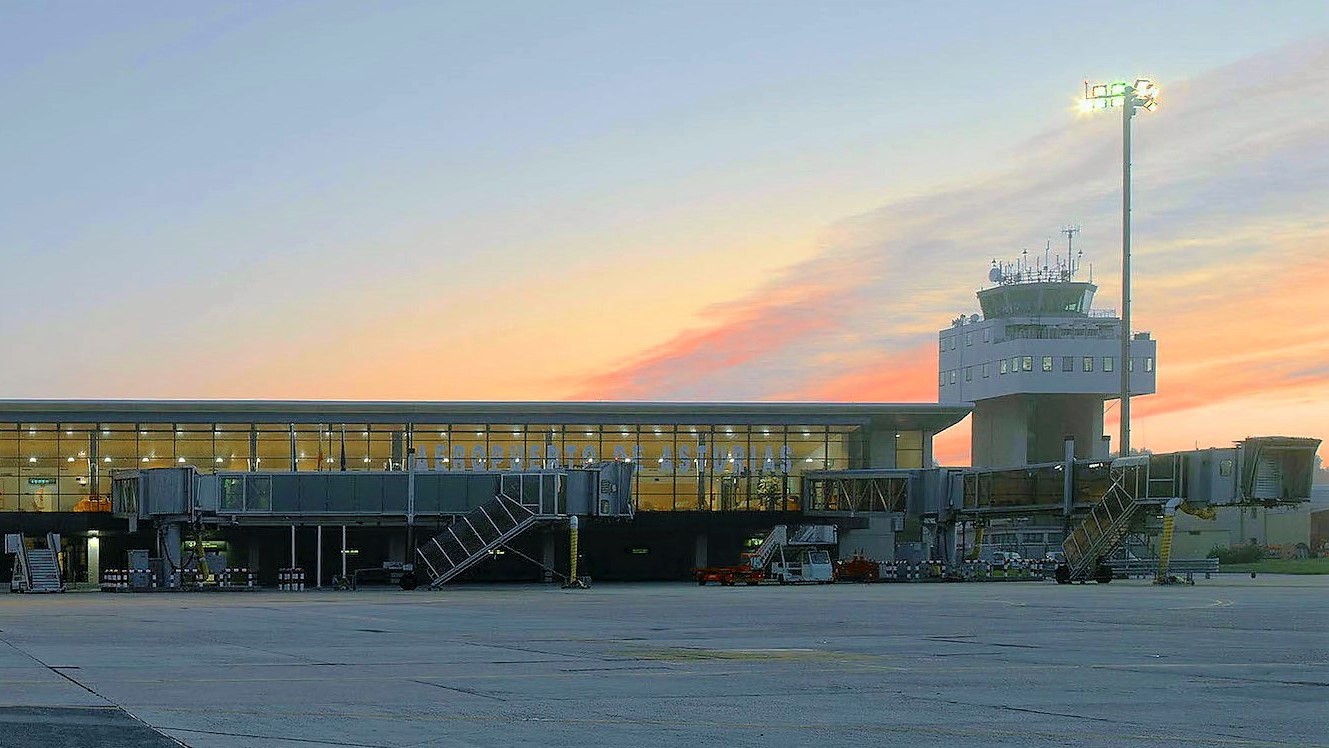
Aeropuerto de Asturias

### Aeropuerto de Asturias
El Aeropuerto de Asturias es un aeropuerto de Aena. Con más de un millón de pasajeros al año, ha aumentado el número de éstos gracias a la creación de nuevos destinos y al aumento de la frecuencia de vuelo con los ya existentes. Opera con las compañías Iberia, Air Europa, Air Nostrum y EasyJet y da servicio a los siguientes destinos: Madrid, Barcelona, Alicante, Lanzarote, Málaga, Palma de Mallorca, Sevilla, Tenerife, Valencia, París y Londres.
|                                                                                         | 19751   | 19912   | 19922   | 2000    | 2001    | 2002    | 2003    | 2004    | 2005      | 2006      | 2007      | 2008      | 2009      | 2010      | 2011      | 2012      |
| Pasajeros                                                                               | 176.100 | 305.321 | 350.418 | 817.497 | 816.497 | 816.087 | 771.238 | 837.245 | 1.251.495 | 1.353.030 | 1.560.830 | 1.530.245 | 1.316.088 | 1.355.364 | 1.339.010 | 1.309.640 |
| Operaciones                                                                             |         | 1.969   | 2.171   | 13.131  | 12.526  | 12.036  | 12.867  | 14.198  | 17.535    | 17.987    | 19.149    | 18.371    | 16.033    | 16.538    | 15.349    | 13.252    |
| kg. mercancías                                                                          |         | 368.420 | 360.230 | 598.133 | 641.241 | 577.235 | 484.441 | 420.256 | 230.301   | 199.498   | 196.741   | 139.465   | 113.149   | 110.645   | 136.772   | 101.782   |
| Fuentes de información:Delegación Provincial de IBERIA1, Aeropuerto de Asturias2 y AENA |         |         |         |         |         |         |         |         |           |           |           |           |           |           |           |           |

### Aeródromo de La Morgal
Dotado de una pista de aterrizaje de 850 m y de un helipuerto. Está dedicado a la aviación no comercial y deportiva. Es la base del helicóptero de los Bomberos del Principado de Asturias y el 112 Asturias.

## Consorcio de Transportes de Asturias

Mapa de zonas de transporte según el CTA

Logotipo del Consorcio de Transportes de Asturias

El Consorcio de Transportes de Asturias (CTA) es un ente público del Principado de Asturias creado por la Ley 1/2002 del Gobierno del Principado de Asturias. En el Consorcio están integrados, además del Gobierno del Principado, 14 ayuntamientos de otros tantos concejos asturianos para coordinar y gestionar los transportes así como desarrollar políticas concertadas de ordenación del transporte de viajeros en el Principado de Asturias.
El Consorcio tiene suscritos acuerdos con distintas operadores de viajes por carretera y ferrocarril para que los viajeros que dispongan de tarjetas de transporte del CTA se desplacen en los distintos autobuses urbanos, interurbanos o trenes a un mismo precio.